# Cissa (Wessex)
Cissa (auch Cissi, Cisi; fl. ?–699?) soll „zur Zeit Centwines“ (676–685) als regulus (Kleinkönig) in Wiltshire und Teilen von Berkshire geherrscht haben.

## Leben
Cissa ist neben einer Nennung im Buch De Abbatibus Abbendoniae („Über die Äbte von Abingdon“) aus dem 12. Jahrhundert auch durch Urkunden bekannt. Die Identität Cissas mit dem Unterzeichner aller ihm zugeschriebenen Chartas ist nicht gesichert. Er stammte möglicherweise aus dem königlichen Haus Wessex. Das Buch De Abbatibus Abbendoniae bezeichnet Cissa als subregulus (Unterkönig) der „zur Zeit Centwines“ (676–685) in Wiltshire und Teilen von Berkshire geherrscht hat. Seine Hauptstadt war Bedwyn. Er soll das Kastell Cissebui („Chisbury Camp“) erbaut haben und Ländereien zur Gründung von Abingdon Abbey an seinen Neffen Hæha und dessen Schwester Cilla gegeben haben. Diese Gründungslegende erscheint jedoch erst in Quellen des 12. Jahrhunderts. Inwieweit die Verknüpfung Cissas mit der Gründung der Abtei historische Fakten oder spätere Fiktion ist, konnte nicht geklärt werden. Möglicherweise wurden um diese Zeit die Gründungslegenden von Abingdon und Bradfield (Berkshire) aus unbekannten Gründen vermengt.
In einer älteren Fassung der Historia Ecclesie Abbendonensis wird Caedwalla (685–688) als Nachfolger Cissas bezeichnet, was auf eine Absetzung als König um 685 hindeutet. Eine Charta Caedwallas aus dem Jahr 688 trägt Cissas Unterschrift, jedoch ohne Angabe eines Titel. In einer weiteren Charta desselben Jahres wurde er namentlich genannt. Im Jahr 688 tauschten Baldred (fl. 681–693) und Abt Aldhelm (675/680–709/710) von Malmesbury Ländereien nördlich des Flusses Avon. Baldred übergab Stercanlei (Startley Farm in Great Somerford, Wilts.) und Gebiete bei Cnebbanburg gegen ein Gebiet bei Braydon (Wilts.). Cissa unterzeichnete die Charta ohne Angabe eines Titels als Zeuge. Im Jahr 693 unterzeichnete Cissa eine weitere Urkunde.
Cissas weiteres Leben wurde nicht überliefert. Sein Todesjahr ist unbekannt, doch soll er non multo post (nicht lange nach) der Klostergründung, noch vor der Fertigstellung gestorben sein. Er soll in Abingdon Abbey bestattet sein.
Um etwa 700 verschwand das westsächsische Unterkönigtum aus den Quellen. In einer Charta des Königs Ine (688–726) aus dem Jahr 699 wird eine zurückliegende Landübertragung des rex (König) Cissas an Abingdon Abbey erwähnt. Æthelbald von Mercia (716–757) nannte Cissa neben Caedwalla und Ine als ehemaligen Saxonum rex (König der Sachsen).